# Lucía y el sexo
Lucía y el sexo és una pel·lícula espanyola de l'any 2001 dirigida per Julio Medem, rodada a l'illa de Formentera i a Madrid.
Va guanyar dos dels onze Premis Goya a què estava nominada.

## Argument
Lucía treballa de cambrera a Madrid, on coneix en Lorenzo, un jove escriptor amb qui estableix una relació plena de passió. Temps més tard, ell es troba la Belén, qui el conduirà a un camí perillós mentre aquest va escrivint una novel·la.
Un dia en Lorenzo desapareix, i la Lucía decideix anar a refugiar-se a una tranquil·la illa mediterrània. Allà coneixerà l'Elena i en Carlos, amb qui compartirà casa i, de mica en mica, anirà descobrint els racons foscos de la seva relació anterior i les connexions amb la novel·la.

## Repartiment
- Paz Vega: Lucía
- Tristán Ulloa: Lorenzo
- Najwa Nimri: Elena
- Daniel Freire: Carlos / Antonio
- Elena Anaya: Belén
- Silvia Llanos: Luna
- Diana Suárez: Mare de Belén
- Javier Cámara: Pepe

## Premis i nominacions

### Premis
- Goya a la millor actriu revelació: Paz Vega
- Goya a la millor música original: Alberto Iglesias
- Premi Sant Jordi a la millor actriu espanyola: Paz Vega (també per Sólo mía)
- Premi Ondas a la millor actriu: Paz Vega

### Nominacions
- Goya al millor actor: Tristán Ulloa
- Goya a la millor fotografia: Kiko de la Rica
- Goya al millor director: Julio Medem
- Goya al millor muntatge: Iván Aledo
- Goya a la millor pel·lícula
- Goya al millor guió original: Julio Medem
- Goya al millor so: Agustín Peinado, Alfonso Pino, Santiago Thévenet, Polo Aledo
- Goya a la millor actriu de repartiment: Elena Anaya i Najwa Nimri
- Fotogramas de Plata pel millor actor de cinema: Tristán Ulloa
- Fotogramas de Plata per la millor actriu de cinema: Paz Vega